# Dúbravka (okres Bratislava IV)
Dúbravka (Hongaars:Pozsonyhidegkút) is een stadsdeel van Bratislava en maakt deel uit van het district Bratislava IV.
Dúbravka telt 35.000 inwoners.

## Geschiedenis
Het dorp Dubravka wordt in de 16e eeuw gesticht door Kroatische kolonisten. In 1910 is het overgrote deel van de bevolking Slowaaks.
In 1946 verliest de gemeente haar zelfstandigheid en wordt het onderdeel van Bratislava.

## Geboren in Dúbravka
- Gustáv Husák, president, secretaris-generaal van de communistische partij van Tsjechoslowakije

Districten: Bratislava I · Bratislava II · Bratislava III · Bratislava IV · Bratislava V

Stadsdelen: Čunovo · Devín · Devínska Nová Ves · Dúbravka · Jarovce · Karlova Ves · Lamač · Nové Mesto · Petržalka · Podunajské Biskupice · Rača · Rusovce · Ružinov · Staré Mesto · Vajnory · Vrakuňa · Záhorská Bystrica